# シクス
シクス（Sikth）は、イギリスのヘヴィメタル・バンド。

## 来歴
2001年にイギリス、ワトフォードにて結成。2003年にファースト・アルバム『ザ・トゥリーズ・アー・デッド&ドライド・アウト、ウェイト・フォー・サムシング・ワイルド』をリリース。翌2004年には「EXTREME THE DOJO」で初来日。アンスラックス、キルスウィッチ・エンゲイジ、ザ・ディリンジャー・エスケイプ・プランらと共演。また同年にフジロック・フェスティバルに参加。
2006年にセカンド・アルバムをリリース後、両ボーカルのマイキーとジャスティンが脱退。それに伴い、2008年5月27日に活動を休止した。
2013年活動再開を発表。翌2014年のダウンロード・フェスティバルに参加し、来日公演も行った。
メシュガーと並びジェントと呼ばれるジャンルに影響を与えたと言われている。

## メンバー

### 現在のメンバー
- ダン・ウェラー (Dan Weller) - ギター、ピアノ ※Minutesでも活動
- ジェイムズ・リーチ (James Leach) - ベース
- ダン・フォード (Dan 'Loord' Foord) - ドラム ※Perceval Gage、Sol Invicto、HAARPなどでも活動
- マイキー・グッドマン (Mikee Goodman) - ボーカル ※The Painted Smilesでも活動

### 旧メンバー
- ジャスティン・ヒル (Justin Hill) - ボーカル ※現在はMinutesで活動
- グラハム・ピン・ピニー (Graham 'Pin' Pinney) - ギター ※現在はエイリアシーズで活動

## ディスコグラフィ

### スタジオ・アルバム
- 『ザ・トゥリーズ・アー・デッド&ドライド・アウト、ウェイト・フォー・サムシング・ワイルド』 - The Trees Are Dead & Dried Out Wait for Something Wild (2003年)
- 『デス・オブ・ア・デッド・デイ』 - Death of a Dead Day (2006年)
- 『ザ・フューチャー・イン・フーズ・アイズ?』 - The Future in Whose Eyes? (2017年)

### EP
- 『レット・ザ・トランスミッティング・ビギン』 - Let the Transmitting Begin (2002年)
- How May I Help You? (2002年)
- Flogging The Horses (2006年)
- 『オパシティーズ』 - Opacities (2015年)